# Veliko Polje, Obrenovac
Veliko Polje (izvirno srbsko Велико Поље) je naselje v Srbiji, ki upravno spada pod Občino Obrenovac; slednja pa je del Mesta Beograd.

## Demografija
V naselju živi 1412 polnoletnih prebivalcev, pri čemer je njihova povprečna starost 39,6 let (39,3 pri moških in 39,9 pri ženskah). Naselje ima 512 gospodinjstev, pri čemer je povprečno število članov na gospodinjstvo 3,55.
To naselje je, glede na rezultate popisa iz leta 2002, večinoma srbsko, a v času zadnjih 3 popisov je opazen porast števila prebivalcev.
|  |

| Demografija | Demografija     | Demografija     |
| Leto        | Št. prebivalcev | Št. prebivalcev |
| ----------- | --------------- | --------------- |
|             |                 |                 |
|             |                 |                 |
|             |                 |                 |
|             |                 |                 |
| 1948        | 1397            |                 |
| 1953        | 1429            |                 |
| 1961        | 1473            |                 |
| 1971        | 1402            |                 |
| 1981        | 1454            |                 |
| 1991        | 1665            | 1635            |
| 2002        | 1881            | 1820            |
|             |                 |                 |

| Etnična sestava po popisu iz leta 2002 | Etnična sestava po popisu iz leta 2002 | Etnična sestava po popisu iz leta 2002 | Etnična sestava po popisu iz leta 2002 | Etnična sestava po popisu iz leta 2002 |
| -------------------------------------- | -------------------------------------- | -------------------------------------- | -------------------------------------- | -------------------------------------- |
| Srbi                                   | Srbi                                   |                                        | 1.798                                  | 98,79%                                 |
| Črnogorci                              | Črnogorci                              |                                        | 7                                      | 0,38%                                  |
| Jugoslovani                            | Jugoslovani                            |                                        | 3                                      | 0,16%                                  |
| Hrvati                                 | Hrvati                                 |                                        | 2                                      | 0,10%                                  |
| Muslimani                              | Muslimani                              |                                        | 1                                      | 0,05%                                  |
| Makedonci                              | Makedonci                              |                                        | 1                                      | 0,05%                                  |
| Albanci                                | Albanci                                |                                        | 1                                      | 0,05%                                  |
| Neznano                                | Neznano                                |                                        | 2                                      | 0,10%                                  |